# Desulforudis audaxviator
A Desulforudis audaxviator egy baktérium, melyet 2006-ban fedeztek fel a dél-afrikai Mponeng aranybányában Johannesburg mellett, 2,8 km mélyen a földfelszín alatt, radioaktív környezetben.

## Felfedezése
2006-ban, egy több intézet által végzett kutatás során bányák vizét vizsgálva, véletlenül fedezték fel a D. audaxviator-t. A kutatók arra számítottak, hogy a Mponeng bánya vizében talált baktériumfajok közül legalább egynek meg tudják határozni a teljes genomját. Legnagyobb meglepetésre azonban a felhozott vízmintában talált genom 99,9%-ban egyetlen fajhoz, a később Desulforudis audaxviatornak keresztelt baktériumhoz tartozott. Így, mivel a maradék 0,1% valószínűleg a bányában és a laboratóriumban kerülhetett a mintába, a D. audaxviator egyedülálló módon gyakorlatilag egyetlen fajból álló ökoszisztémát alkot.

## Élőhelye
A baktérium 2,8 km mélyen, 60 °C-os hőmérsékleten, anaerob környezetben él. Vizének elemzése alapján valószínűleg több millió éve izolálódott a külvilágtól.

## Tulajdonságai
Pálcika alakú baktérium, ostorral mozog. Kemoautotróf, anaerob anyagcserét folytat, energiát elsősorban hidrogénből (mely a környezetében lévő urán, tórium és kálium bomlásának hatására képződik vízből) és vízben oldott szulfátok redukálásából nyer.
Genetikai állománya meglepően nagy, míg a hasonlóan stabil környezetben élő baktériumok genomja átlagosan kb. 1500 gént tartalmaz, addig a D. audaxviator 2157 fehérjekódoló génnel rendelkezik. Ennek oka, hogy genomjának szükségszerűen tartalmaznia kell minden információt, amely az elszigetelt környezetben szükséges a fennmaradásához és szaporodásához. Képes anorganikus forrásokból szerves anyagokat felépíteni, szabadon mozogni, és endospórát képezni, melynek segítségével az esetleges káros környezeti hatások (pl.: tápanyaghiány, vírusok, mérgező anyagok) ellen képes védekezni.
Számos génje rokon fajoktól, illetve archeáktól származik, valószínűleg horizontális géntranszfer (vagyis nem rokon fajok közti génáramlás) által épült be a genomjába.
A szerves anyagaihoz szükséges szenet többféle módon is képes felvenni, a külső feltételektől függően. Képes megemészteni a szénhidrátokat és aminosavakat, vagyis ha más fajokból elegendő elhalt sejt áll rendelkezésre, heterotróf anyagcserét is folytathat. Alacsony biodiverzitású helyeken azonban (mint amilyen a Mponeng bánya is) szén-monoxidot, szén-dioxidot, hidrogén-karbonátot és egyéb anorganikus anyagokat használ fel.
Nitrogént a környezetében (vízben) oldott ammóniából nyer, szükség esetén azonban képes nitrogént kivonni a környezetéből, ammóniává alakítva azt. Ezért a tulajdonságáért egy, az extrém magas hőmérsékleten élő archeákéval megegyező gén felelős.
Szintén az archeákhoz hasonló a vírusok elleni védekezése, ezen kívül képes endospórát képezni. Mint számos baktérium, a D. audaxviator is rendelkezik ostorral, melynek segítségével aktív helyváltoztató mozgásra képes.

## Jelentősége
A Desulforudis audaxviator a Földön kívüli élet kutatásában is jelentős szerepet játszhat. Felfedezése ugyanis egyértelmű bizonyíték arra, hogy teljesen elszigetelten, akár napsugárzás nélkül is tartósan létezhet élet.